# El abuelo (pel·lícula de 1998)
El abuelo és una pel·lícula espanyola de 1998 dirigida per José Luis Garci i candidata a l'Oscar a la millor pel·lícula de parla no anglesa. Es tracta de la quarta adaptació cinematogràfica de la novel·la homònima de Benito Pérez Galdós. L'anterior es va estrenar en 1972 amb el títol de La duda, dirigida per Rafael Gil i protagonitzada per Fernando Rey. L'honor passat de moda i un sentit del deure que va més enllà del sentit comú són els autèntics protagonistes d'aquesta història.
Va haver-hi una polèmica aquell any entre Garci i l'Acadèmia, en què aquesta acusava Garci de comprar vots per a la pel·lícula. Com a resultat, Garci va deixar de l'Acadèmia espanyola. Les acusacions foren desmentides posteriorment per la mateixa Acadèmia.

## Producció
El projecte es va rodar inicialment com una minisèrie per a TVE, sent aquesta pel·lícula un muntatge, amb una durada menor, que es va realitzar per al cinema. La sèrie va ser estrenada en 2001:
- Capítol primer a rtve.es
- Capítol segon a rtve.es

## Argument
La trama comença quan don Rodrigo de Arista, un noble gentilhome asturià torna d'Amèrica, més concretament del Perú. La seva situació econòmica és precària i es troba en la ruïna; conjuminat a la seva ancianitat, el seu noble cor i el seu esperit no l'abandona mai, i li és difícil apartar el do de comandament del seu agosarat caràcter. En la cinta don Rodrigo descobreix que una de les seves dues netes és filla il·legítima, producte d'un enamoriscament entre la seva nora i un artista. Malgrat que conviu amb les seves netes i manté una bona relació amb elles, li intriga el dubte de no saber amb certesa plena quina d'elles no és la seva neta de debò i veritable hereva del seu títol i casa. En el seu desig que la seva nora li digui quina de les dues és l'autèntica, tindrà encara més conflictes amb ella, ja que, preferint perdre la vida, s'emportarà el secret a la tomba mentre ell no demostri estimar les dues per igual i sense preferència per aquesta situació.

## Crítica
La pel·lícula va obtenir molt bones crítiques en el moment de la seva estrena. Amb el temps s'ha convertit en tot un clàssic del cinema espanyol, a causa de la seva realització sòbria i a la bona interpretació dels seus actors. Fernando Fernán Gómez crea un personatge imponent, en tant que Rafael Alonso aporta humanitat al bondadós mestre que interpreta. La música de Manuel Balboa gira entorn d'un tema central melòdic i de gran bellesa.

## Palmarès cinematogràfic
Premis Oscar 1998
- Candidata en la categoria de Millor pel·lícula de parla no anglesa.

XIII Premis Goya
| Categoria                        | Persona                              | Resultat  |
| -------------------------------- | ------------------------------------ | --------- |
| Millor pel·lícula                | Millor pel·lícula                    | Candidata |
| Millor director                  | José Luis Garci                      | Candidat  |
| Millor actriu protagonista       | Cayetana Guillén Cuervo              | Candidata |
| Millor actor protagonista        | Fernando Fernán Gómez                | Guanyador |
| Millor actor de repartiment      | Agustín González                     | Candidat  |
| Millor guió adaptat              | José Luis Garci Horacio Valcárcel    | Candidats |
| Millor fotografia                | Raúl Pérez Cubero                    | Candidat  |
| Millor muntatge                  | Miguel González-Sinde                | Candidat  |
| Millor direcció artística        | Gil Parrondo                         | Candidat  |
| Millor direcció de producció     | Luis María Delgado Valentín Panero   | Candidats |
| Millor disseny de vestuari       | Gumersindo Andrés                    | Candidat  |
| Millor maquillatge i perruqueria | Cristóbal Criado Alicia López Medina | Candidats |
| Millor so                        | José Antonio Bermúdez Diego Garrido  | Candidats |

Medalles del Cercle d'Escriptors Cinematogràfics
| Categoria           | Persona                             | Resultat   |
| ------------------- | ----------------------------------- | ---------- |
| Millor pel·lícula   | Millor pel·lícula                   | Guanyadora |
| Millor actriu       | Cayetana Guillén Cuervo             | Guanyadora |
| Millor actor        | Fernando Fernán Gómez Rafael Alonso | Guanyadors |
| Millor guió adaptat | José Luis Garci Horacio Valcárcel   | Guanyadors |

Premis de la Unión de Actores
- Nominació al millor actor protagonista (Fernando Fernán Gómez)

Premis de l'Acadèmia de la Televisió 2000
- Premi al millor actor, Fernando Fernán Gómez.
- Premi al millor programa de ficció.
- Premi al millor guió adaptat.
- Nominació a la millor fotografia.
- Nominació a la millor direcció.
- Nominació a la millor música original, Manuel Balboa.